# Московский музей кошки
Московский музей кошки

## История создания
Организован в 1993 году в Москве группой художников и поклонников кошек, а также Галереей Современного Искусства «Интер».
Основатели коллекции — Андрей Абрамов и Инна Манкос.

## Состав музея
В коллекции — все, что связано с кошками и их ролью в жизни человека на планете Земля.
Основа коллекции — произведения искусства, показывающие Кошку глазами художников, что позволяет выявить многие интересные свойства этого удивительного создания, открыть для стороннего наблюдателя некоторые кошачьи загадки и тайны, почувствовать то, что любители называют «магией кошки».

## Экспозиции
Основные выставочные программы: «Кошачий глаз», «Женщины и кошки», «Магия кошек», «Удивительный мир кошек», «Любовь к кошке — навсегда!», «Кошачьи портреты».

## Деятельность
Коллекция музея показывалась публике во многих странах мира, выставки проходили в Нидерландах, Италии, Франции, Великобритании, Дании, Германии, Австрии.
Московский музей кошки регулярно с 1996 года принимает участие во Всемирных шоу кошек FIFe, которые проводятся каждый год в одной из европейских стран.
С 1996 года музей является постоянным участником Английских национальных шоу кошек (Лондон, «Олимпия»).
С 2001 года на Телеканале «Столица» еженедельно выходит в эфир телепрограмма «Удивительный мир кошек», созданная на материалах музея, рассказывающая в познавательно-развлекательной форме о жизни кошек и всех аспектах взаимоотношений человека и кошки.
В 2004 году Московский музей кошки выступил, вместе с редакцией газеты и журнала «Кот и пес» инициатором нового праздника, посвящённого кошкам.
Всемирный день кошек — 1 марта в настоящее время отмечается не только в России, но и в других странах.

### Проекты и конкурсы
Специальные проекты музея:
- мобильная экспозиция «Мир кошек», переезжающая из страны в страну в формате турне,
- проект CAT AROUND THE MAP — КОШКИ СО ВСЕГО МИРА, произведения художников разных стран, посвящённые кошкам,
- ежегодный конкурс красоты «Женщина и Кошка»,
- ежегодный конкурс «Детский кошачий рисунок».